# テングリ信仰の国と王朝の一覧
これは、中央アジアのシャーマニズム的信仰であるテングリ (天空)信仰を主としたハーン国、帝国、王国の一覧である。 
- 匈奴 (紀元前209年 - 紀元前93年）
- 拓跋部 (紀元前93年 - 234年）
- 柔然 (330年 - 555年）
- フン族 (370年 - 469年） [1]
- 突厥 (552年 - 582年）
- 大ブルガリア (632年 - 668年）
- ヴォルガ・ブルガール (7世紀 - 922年）
- ハザール (650年 - 740年）
- 第一次ブルガリア帝国 (681年 - 864年）
- 西突厥 (582年 - 741年)
- 東突厥 (582年 - 744年）
- タタル部 (8世紀 - 1202年）
- 回鶻 (744年 - 840年）
- オグズ葉護国（英語版） (766年 - 1055年）
- カラハン朝 (840年 - 934年）
- ペチェネグ (860年 - 1091年）
- ハンガリー公国（英語版） (895年 - 1000年） [2]
- クマン
- キプチャク草原 (10世紀 - 1241年）
- タイチウト氏
- カムク・モンゴル (10世紀 - 1206年）
- メルキト (11世紀 - 1200年）
- モンゴル帝国 (1206年 - 1368年） [3]